# Masao Kiba
Masao Kiba (木場 昌雄?, Kiba Masao; Prefettura di Hyōgo, 6 settembre 1974) è un ex calciatore giapponese, di ruolo difensore.